# SAI 403 Dardo
Le SAI 403 Dardo est un monoplace de chasse italien de la Seconde Guerre mondiale.

## Un chasseur léger réussi
En 1942 l’Italie faisait face à un sérieux manque de matériaux stratégiques, ce qui explique assez bien qu’à l’exception notable du de Havilland Mosquito britannique, elle ait été le seul pays à poursuivre le développement d’avions de combat en bois. Les excellentes performances du SAI 207, qui était de surcroît un appareil facile à construire, avaient conduit le Ministero dell'Aeronautica à commander 2 000 exemplaires de ce chasseur. Mais la destruction accidentelle fin 1940 du premier prototype SAI 207 avait retardé la mise au point  de ce monoplace.
Sergio Stefanutti en avait profité pour modifier le monoplace en vue de faciliter sa production de série. La structure de l’appareil avait été modifiée et renforcée, la voilure redessinée avec un nouveau profil et une flèche de bord d’attaque accentuée, tout comme le fuselage arrière et l’empennage, équipé d’un stabilisateur à incidence variable en vol. Enfin la roulette arrière devenait escamotable. Désignée SAI 403 Dardo, la ‘version de série’ du SAI 207 était en fait un nouvel avion.
Un prototype [MM.518] fut achevé fin 1942 et effectua ses premiers essais en janvier 1943. Avec un moteur Isotta-Fraschini « Delta » RC.21/60 de puissance identique à celui du SAI 207 mais entraînant une hélice tripale, il atteignait les 650 km/h à 7 200 m. La commande de 2 000 SAI 207 se transforma donc en commande de 3 000 SAI 403, soit 800 à produire par SAI Ambrosini, 1 000 par Caproni et 1 200 par Savoia-Marchetti.

## 3 000 chasseurs à produire en trois versions
Trois versions étaient prévues:
- Dardo A : Chasseur léger de défense territoriale (masse totale 2 478 kg) armé de 2 mitrailleuses synchronisées Breda-SAFAT de 12,7 mm (350 coups par arme).
- Dardo B : Chasseur standard (masse totale 2 643 kg) armé 2 mitrailleuses synchronisées Breda-SAFAT de 12,7 mm (200 coups par arme) et 2 canons Mauser MG 151/15 de 15 mm ou MG 151/20 de 20 mm (200 obus par arme) d’aile.
- Dardo C : Chasseur à longue portée avec 2 canons de 20 mm (200 obus par arme) et 2 réservoirs supplémentaires de 150 litres sous voilure, portant la distance franchissable à 2 230 km.

## Apparu trop tard
Au moment de l’armistice du 8 septembre 1943 aucun appareil de série n’était encore sorti d’usine. Le prototype [MM.518] qui répondait à la définition du type Dardo B, fut saisi par la Luftwaffe et testé de façon approfondie à Vergiate, dans le Nord de l’Italie. Des pilotes japonais séjournant alors en Allemagne purent également voler sur le prototype italien, qui fit l’unanimité : Heinkel en Allemagne et Mitsubishi au Japon reçurent l’ordre de construite le SAI 403 Dardo en série. La fin de la guerre empêchera la réalisation de ces plans.